# Timberline Lake
Der Timberline Lake ist ein kleiner Bergsee im Grand-Teton-Nationalpark im US-Bundesstaat Wyoming. Er liegt auf einer Höhe von 3141 m östlich des Buck Mountain und nördlich des Static Peak und ist damit einer der höchstgelegenen Seen im Nationalpark. Der Gletschersee ist aufgrund seiner hohen Lage normalerweise bis weit in den Sommer hinein gefroren.

## Belege
1. 1 2  Timberline Lake. In: Geographic Names Information System. United States Geological Survey, United States Department of the Interior (englisch). (Karte „GNIS in ESRI Map“), abgerufen am 29. Januar 2021
2. ↑  Geonames: Timberline Lake. Abgerufen am 29. Januar 2021.
3. ↑  Summitpost: Static Peak : Climbing, Hiking & Mountaineering. Abgerufen am 29. Januar 2021.
4. ↑  Timberline Lake, WY - N43.68627° W110.81229°. Abgerufen am 29. Januar 2021.